# Carnforth
Carnforth is een civil parish in het bestuurlijke gebied Lancaster, in het Engelse graafschap Lancashire met 5.560 inwoners.
Tot de jaren zestig had het een vrij belangrijk overstapstation (thans stoppen er alleen lokale/regionale treinen). Deze plek werd echter vooral beroemd dankzij de hier opgenomen film Brief Encounter. Met name de boven het hoofdperron hangende stationsklok werd uitgebreid opgenomen. 
Vele herinneringen aan de film, alsmede aan het stoomtrein-tijdperk, zijn te zien in het Carnforth Station Heritage Centre, dat zich in de gebouwen achter de klok bevindt. 